# Kega Fusion
Kega Fusion – przeznaczony na komputery PC z systemem Windows, Linux bądź OS X emulator konsoli Sega Mega Drive, Sega 32X, Sega CD, Sega Master System, Sega Game Gear, Sega SG-1000, Sega Pico oraz komputera Sega SC-3000. Potrafi również emulować grę Virtua Racing (wersja na konsolę Sega Mega Drive), która jako jedyna wykorzystywała w kartridżu procesor SVP (Sega Virtua Processor). Emulator, którego autorem jest Steve Snake powstał w 2004 roku i jest następcą emulatorów K-Gen, Kega i Kega Lazarus.